# Quế Cambốt
Quế Cambốt hay Quế Campuchia, tên khoa học Cinnamomum cambodianum, là loài thực vật có hoa trong họ Nguyệt quế. Loài này được Lecomte miêu tả khoa học đầu tiên năm 1913.
Cây thuộc dạng đại mộc, nhánh thô, có vỏ đen. Lá mọc xen kẻ hay đối nhau, có phiến to, dài đến 35 cm, rộng 6 – 16 cm, lá dạng hình bầu dục hay tròn dài, có đáy tà hay tròn, chóp tròn hay mũi ngắn. Mặt trên lá có màu nâu ngâm, láng mịn, mặt dưới lá có màu nâu tươi. Gân phụ cạnh tận cùng ở 3/4 trên phiến, lồi ở mặt dưới.